# Simulium lilianae
Simulium lilianae är en tvåvingeart som beskrevs av Takaoka 2000. Simulium lilianae ingår i släktet Simulium och familjen knott.
Artens utbredningsområde är Filippinerna. Inga underarter finns listade i Catalogue of Life.